# Angelo Cipolloni
Angelo Cipolloni, född den 16 februari 1970 i Rieti, är en italiensk före detta friidrottare som tävlade i kortdistanslöpning.
Cipollonis främsta merit är att han tillsammans med Ezio Madonia, Giovanni Puggioni och Sandro Floris ingick i Italiens stafettlag på 4 x 100 meter som blev bronsmedaljörer vid VM 1995 i Göteborg.
Han deltog vid två inomhus-VM på 200 meter, både 1995 och 1997, men tog sig inte vidare till finalen vid något av tillfällena.

## Personliga rekord
- 100 meter - 10,37
- 200 meter - 20,79